# Rémy-Louis Leprêtre
Rémy-Louis Leprêtre OFM (ur. 28 sierpnia 1878 w Le Portel, zm. 10 stycznia 1961) – francuski duchowny rzymskokatolicki, franciszkanin, arcybiskup tytularny, dyplomata papieski.

## Biografia
25 lipca 1903 otrzymał święcenia prezbiteriatu i został kapłanem Zakonu Braci Mniejszych.
18 marca 1936 papież Pius XI mianował go delegatem apostolskim w Syrii oraz arcybiskupem tytularnym rhusiańskim. 12 maja 1936 przyjął sakrę biskupią z rąk kard. Luigiego Maglione. Współkonsekratorami byli delegat apostolski w Indochinach abp Victor Colomban Dreyer OFM oraz biskup Arrasu Henri-Édouard Dutoit.
Będąc delegatem apostolskim w Syrii abp Leprêtre udzielił w 1946 w Bejrucie święceń kapłańskich polskim klerykom, byłym więźniom sowieckim, którzy opuścili Związek Sowiecki wraz z Armią Andersa. Wśród nich byli przyszły kardynał Władysław Rubin oraz o. Łucjan Królikowski OFMConv.
17 kwietnia 1946 zastało go ogłoszenie przez Syrię niepodległości. Z Syrii odwołał go 7 maja 1947 papież Pius XII. Przez kolejnych 6 lat stanowisko papieskiego przedstawiciela w tym państwie pozostawało nieobsadzone.